# Mastixiodendron robustum
Mastixiodendron robustum är en måreväxtart som beskrevs av Albert Charles Smith. Mastixiodendron robustum ingår i släktet Mastixiodendron och familjen måreväxter. Inga underarter finns listade i Catalogue of Life.